# Gephyroglanis
Genre
Gephyroglanis est un genre de poisson de la famille des Claroteidae.

## Liste des espèces
Selon FishBase (29 octobre 2017) et World Register of Marine Species (29 octobre 2017) :
- Gephyroglanis congicus Boulenger, 1899
- Gephyroglanis gymnorhynchus Pappenheim, 1914
- Gephyroglanis habereri Steindachner, 1912